# Castelnaud-la-Chapelle
 Castelnaud-la-Chapelle  (en occitano Castèlnau e la Capèla) es una población y comuna francesa, situada en la región de Aquitania, departamento de Dordoña, en el distrito de Sarlat-la-Canéda y cantón de Domme.

## Demografía
| 497 | 440 | 380 | 374 | 408 | 426 |
| Para los censos de 1962 a 1999 la población legal corresponde a la población sin duplicidades (Fuente: INSEE [Consultar]) |     |     |     |     |     |